# كفر الطايفة
قرية كفر الطايفة هي إحدى القرى التابعة لمركز كفر الشيخ في محافظة كفر الشيخ في جمهورية مصر العربية. حسب إحصاءات سنة 2006، بلغ إجمالي السكان في كفر الطايفة 8561 نسمة، منهم 4359 رجل و4202 امرأة.